# Zdeněk Antonín Macků

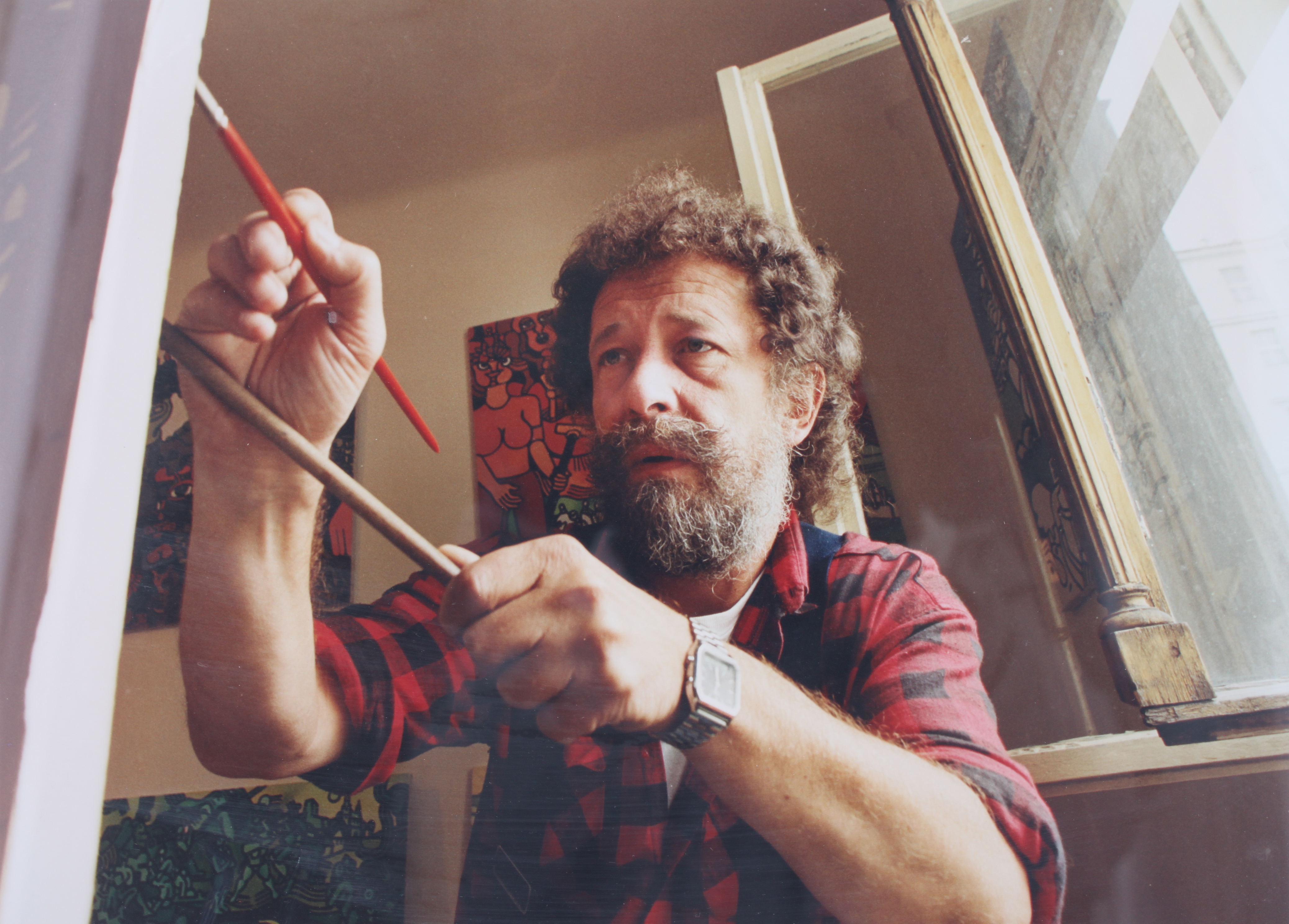
Macků, 2013

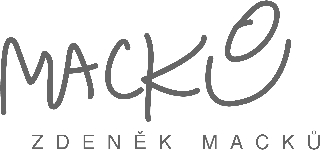
Unterschrift Macku

Zdeněk Antonín Macků (* 3. Januar 1943 in Prag; † 24. Dezember 2006 in Brloh) war ein tschechischer Maler. Mackůs Gesamtœuvre umfasst um die 400 Arbeiten, technisch überwiegen Werke aus Öl auf Leinwand.

## Leben
Zdeněk Macků wurde 1943 im damaligen Protektorat Böhmen und Mähren geboren. Seine Mutter stammte aus Sušice im Böhmerwald, der Vater aus Kostelní Vydří in Mähren.
Sein Vater war Schildermaler und Lackierer und hatte einen kleinen Betrieb in der Prager Altstadt. Die Atmosphäre der Werkstatt und die großen Buchstaben auf den Schildern blieben entscheidende Eindrücke seiner Kindheit.
1948 entzog die kommunistische Regierung Mackůs Vater die Gewerbeberechtigung. Dieser musste nun als Mitglied der sogenannten bourgeoisen Klasse Tunnelbauarbeiter werden.
Im gleichen Jahr kam Macků in eine katholische Volksschule. Nach wenigen Monaten wurden die Ordensschwestern abtransportiert und die Schule aufgelöst (Aktion K). Macků wurde Mitglied der Jungen Pioniere, musste Russisch lernen und blieb bis zu seinem 14. Lebensjahr in einer staatlichen Ganztagsschule mit Kinderhort. Er erlernte das Handwerk Schlosser im Berufsschulinternat in Turnov.
1958 verstarb seine Mutter, er kam zurück nach Prag zu seinem Vater. Macků besuchte die Tanzschule, hörte gerne die Musiksendungen von Radio Luxemburg und Radio Munich AF und zeigte großes Interesse an Kunst.
1960 schloss er seine Lehre ab und war gelernter Schlosser und Spezialist für Aufzüge. Er wollte sich weiterbilden und interessierte sich für Film, Fernsehen und Theater. Am liebsten wollte er Kameramann werden oder beim Theater arbeiten. Sein Vater hatte aber andere Vorstellungen und schickte ihn 1961 wieder zurück nach Turnov, in die dortige Kunstschule.
Mit 18 Jahren war er Schüler der Fachrichtung Kupferstich, Stahlstich und Gravierkunst. Gemeinsam mit anderen Künstlern gründete er die Gruppe „Brontosaurus“ und später die Gruppe „Hrot“. Es folgten erste Kunstausstellungen in Turnov, Semily und Hořice sowie Literaturveranstaltungen. Während der Schulferien arbeitete er an diversen Filmproduktionen in Prag mit. 1965 schloss Macků erfolgreich die Kunstschule ab.
1965 absolvierte er eine Aufnahmeprüfung an der Prager Karlsuniversität für die Studienrichtung Kunsterziehung und Pädagogik. Macků zeichnete schlecht bezahlte Karikaturen für Zeitungen. Im Dezember 1965 unternahm er mit zwei Jugendfreunden aus Prag offiziell eine Busreise nach Jugoslawien. Er nutzte die Gelegenheit, im Westen zu bleiben und kehrte nicht mehr zu seiner Reisegruppe zurück. Während eines zweimonatigen Aufenthaltes im Lager Traiskirchen wurde er zahlreichen Verhören unterzogen und erhielt schließlich politisches Asyl und einen Reisepass.
Über ein Zeitungsinserat fand Macků im Frühling 1966 eine Arbeitsstelle in Wien. Freunde überredeten ihn, mit nach Amerika zu fahren. Im Sommer flog er nach New York. Er konnte nicht richtig Englisch und war mittellos. Der American Fund for Czechoslovak Refugees in New York City unterstützte ihn und ein tschechischer Freund empfahl ihn an eine Werbeagentur in der Nähe der Studios von Radio Free Europe. Macků erhielt dort eine Stelle als Sprecher und Texter für die Tschechoslowakische Redaktion. Er sparte Geld, kaufte Farben, Leinwand und eine Staffelei und malte zu Hause. 1967 besucht er die Weltausstellung in Montreal und unternahm gemeinsam mit den tschechischen Musikern Jiří Šlitr und Karel Mareš eine Autoreise von der Ost- an die Westküste. Er begegnete Salvador Dalí, entdeckte die Dadaisten und studierte und malte besonders die afroamerikanische Kulturszene.
1968 durchquerte er erneut mit zwei Freunden die USA im Auto. In Los Angeles zeigte er eine Ausstellung und verkaufte das erste Mal. Nach seiner Rückkehr nach New York wurde er nach München zu Radio Free Europe als Redakteur versetzt, wo er bis 1969 blieb. Über Venedig reiste er wieder per Schiff in die USA zurück. An Bord lernte er Oreste Dequel und John Kearny, Bildhauer aus Rom und Chicago, und den späteren deutschen Bundeskanzler Willy Brandt kennen. In New York bezog er wieder seine Wohnung in Manhattan und arbeitete als Assistent von Bühnenbildnern und für den Modedesigner Peter Max. In Los Angeles begegnete er dem fast 90-jährigen Operetten- und Musicalkomponisten Rudolf Friml, der damals für Filmfirmen in Hollywood komponierte.
1972/73 zeigte er eine Ausstellung in Irschenhausen nahe dem Starnberger See, malte im Winter in Tirol und bereiste im Frühjahr per Fahrrad Jugoslawien, Bulgarien, Rumänien und Ungarn. Zurück in New York, arbeitete er in einem Reklamestudio an Illustrationen für Kinderbücher im Verlag Holt und Reinhardt. Er unternahm eine Reise nach Südamerika. Das Studium der indianischen und afrikanischen Kultur beeinflusste stark seine weiteren Arbeiten.
1976 starb Mackůs Vater in Prag. Macků wollte zu seinem Begräbnis reisen, erhielt jedoch kein Einreisevisum, flog aber trotzdem von Montreal nach Prag. Am Flughafen Prag erfolgten mehrere Befragungen durch die Staatssicherheit. Er meldete bei der US-Botschaft seinen zeitweiligen Aufenthalt in der Tschechoslowakei an. Macků war in der Reklameabteilung einer Handelsfirma beschäftigt und gestaltete Schaufensterdekorationen, Plakate und Logos.
In der Prager Szene begann man nun auch Aktionskunst und Happenings zu gestalten. Er lernte die Linzerin Ilse Romana Geruska kennen.
1977 erfolgte die gemeinsame Übersiedlung nach Linz. Er bestand die Aufnahmeprüfung als ordentlicher Hörer an der Linzer Hochschule für künstlerische und industrielle Gestaltung. Dort studierte er Malerei und Graphik bei Peter Kubovsky und Erich van Ess.
1979 und 1982 wurden seine beiden Töchter geboren.
1984 schloss er sein Studium mit einem Diplom ab und verkaufte viele seiner Tempera-Bilder. Er skizzierte vermehrt in Schwarz-Weiß.
1985 bezog er ein neues Atelier in Linz. Er malte größere Formate, figurativ, nicht abstrakt, Kinderportraits und Buchillustrationen. Macků nahm am Symposion in Rauris teil und stellte in Linz und New York azs. Er wurde Mitglied des SVU (Bund der tschechoslowakischen Künstler und Wissenschaftler im Ausland).
1988 folgten Ausstellungen in Wörgl und Berndorf. Gorbatschows Perestrojka erlaubte wieder Reisen nach Prag. Macků bezog ein Atelier in der Altstadt. Er arbeitete intensiv an seinen Schwarz-Weiß Kompositionen und traf den Schriftsteller Bohumil Hrabal.
1990 initiierte Macků über das Offene Kulturhaus Linz eine Ausstellung namhafter oberösterreichischer Künstler in Prag. In Kooperation mit der Österreichischen Botschaft, wurde die Ausstellung als zweite in der Reihe Grenzgänger, in der Prager Galerie Blauer Pavillon gezeigt.
Macků übersiedelte neuerlich nach Prag und bezog dort, neben einem Atelier im Mühlviertler Niederwaldkirchen, ein weiteres. Seine Kinder blieben in Linz. 1992 erfolgte die Nostrifikation seines österreichischen Diploms durch die Akademie der Bildenden Künste in Prag. Er erhielt eine Assistentenstelle an der Fakultät für Architektur und unterrichtete dort visuelle Kommunikation, Zeichnen und Typographie. Macků gründet eine Künstlergruppe mit dem Namen „Torzo“. Zusätzlich übernimmt er eine Lehrtätigkeit am Österreichischen Gymnasium in Prag-Smíchov.
1999 nahm Macků am Grenzgänger-Projekt Retrovie-Avanguardia in Malo teil. Wegen seiner dort entstandenen Arbeit Italia wurde er vom Offenen Kulturhaus eingeladen, einen großen europäischen Bilderzyklus mit den Mitgliedstaaten der Europäischen Union zu gestalten. Macků hatte bereits zuvor mit geographischen Karten als Sujets für Bilder experimentiert. In diesem Jahr wurde er auch mit der Kulturmedaille des Landes Oberösterreich ausgezeichnet.
Mitte Februar 2000 beendete er seine Unterrichtstätigkeit in Prag und zog in ein neues Refugium in Brloh im Böhmerwald. Es folgten Ausstellungen im März in Malo und im Sommer gemeinsam mit der Gruppe „Torzo“ in Washington, D.C. Zurück in Brloh begann er die Arbeit am Bilderzyklus Europa Nova – das neue Bild Europas.
Im Dezember 2006 starb Macků unerwartet in seinem Haus in Brloh. Mackůs Töchter führen die Ausstellungen nach seinem Tod weiter. Von 2007 bis 2008 präsentierten seine Töchter die Ausstellung Europa Nova in der Slowakei, Polen, Österreich und Tschechien.

## Werke
Macků Bildsprache komponiert in einer ihm eigenen poetisch-erzählerischen Malweise aus zahlreichen, Einzelkompartimenten farbenprächtige Schaubilder. Die vornehmlich figurative-gegenständlichen Einzeldetails, hier ein Tierkopf, dort eine Menschengestalt, ein Gesicht oder ein Landschafts- oder Architekturdetail verbindet er zu mystisch-symbolisch aufgeladenen, teils märchenhaften Bildgefügen. Stilistisch sind die Arbeiten geprägt von der markanten Konturierung der Einzelelemente mit meist schwarzen Umrisslinien, wodurch im Gesamteindruck eine betont flächige, fast schon reliefartige Bildwirkung entsteht. Das farbintensive Kolorit unterstreicht diese Wirkung.
Der insgesamt 28 großformatige Bilder umfassende Bilderzyklus Europa Nova – das neue Bild Europas stellt ausgehend von einer intensiven künstlerischen Auseinandersetzung mit geographischen Karten die Mitgliedstaaten der Europäischen Union dar.

## Ausstellungen in der Übersicht
1963–1985
- 1963 Turnov, CSSR
- 1964 Semily, Museum delnickeho hnuti, CSSR
- 1965 Hořice v Podkrkonoší, Museum, CSSR
- 1968 Los Angeles, Studio City, Blind Fondation, California, USA
- 1970 Herbert Benevy Gallery, New York City, USA
- 1971 Empire Savings Bank, New York City, USA
- 1972 International House, New York City, USA
- 1973 Island Airlines
- 1974 Irschenhausen-Starnbergsee bei München, BRD
- 1979 Stadtwerkstatt Linz
- 1984 Hochschule für Künstlerische Gestaltung in Linz, Linzer Luft
- 1985 Turkey in my mind, Gruppenausstellung, Ankara, Türkei

1986
- Cafe Galerie, Alte Welt, Linz Austria
- Maler Symposium in Rauris, Tirol, Austria

1987
- LIVA-Galerie, Bruckner-Haus Linz, Austria
- A Danube Waltz, New York City, USA
- Saturdays Gallery, Cleveland, Ohio, USA

1988
- Galerie Perlinger, Wörgl, Tirol
- VKB Bank, Linz
- Oberbank, Linz

1989
- Goldener Hahn, Berndorf. Magie der Fantasie, Pottenstein (Österreich)
- Jägermayerhof, Linz
- Weitere Ausstellungen in Wels und Amstetten

1990
- Ausstellungen in Linz, Budweis, Třeboň und in Freistadt (gemeinsam mit Ernst Hager)
- Galerie U Slunce, České Budějovice (Tschechien)
- Stop Gallery, Plzeň (Tschechien)
- Hofkabinett Linz
- Inngalerie, Kufstein
- Bedeutende Ausstellung aus der Serie „Grenzgänger“, Blauer Pavillon in Prag
- Galerie im Haspelhaus, Hall in Tirol
- Künstlergruppe Torzo, Tábor (Tschechien)
- Galerie Drouot, Paris, Toulouse (Frankreich)
- Künstlergruppe Torzo, Poděbrady (Tschechien)
- Galerie 22, Wien
- Universitní Galerie Plzeň
- Künstlergruppe Torzo, Týn nad Vltavou (Tschechien)
- Malířský plenér Báňská Štiavnica (Slowakei)
- Symposium Tescani, Bacau (Rumänien)
- Apendix, Divadlo V Pasáži, Praha. Restaurace Mánes, Praha
- Štúdio S, Bratislava (Slowakei). X-Centrum, Plzeň
- Intersalon, České Budějovice.

1999
- Teilnahme am „Grenzgänger“-Projekt „Retrovie-Avanguardia“ in Malo (bei Vicenza)/ Italien

2001–2003
- Intersalon, České Budějovice
- Galerie Vivo, Znojmo
- Retrovie e Avanguardia, Dům umění, Opava
- Café Alpská růže, Vyšší Brod
- HVB Bank, České Budějovice
- Museum und Galerie Vodnany, Vodan
- Intersalon České Budějovice
- Regionalmuseum Krumau
- Symposium Prachatice
- Plener Loket
- Radio České Budějovice
- Washington (mit der Künstlergruppe „Torzo“)

Seit 2004
- 2004 Bedeutende Ausstellung „Europa Nova“ in Cecina/Italien und Museo Casabianca in Malo/Italien
- 2005 Großartige Ausstellung „Europa Nova“ im europäischen Parlament Brüssel
- 2006–2013 Fortführung der Ausstellungen durch seine beiden Töchter
- 2007 “Europa Nova”, Kulturhaus der Stadt Bardejov/Slowakei
- 2007 “Europa Nova”, Małopolska Galeria Sztuki “Dwór Karwacjanów” (Gorlice/Polen)
- 2008 “Europa Nova” und auserwählte Bilder, Ursulinenhof Linz
- 2008 Weihnachtsausstellung Antikhaus Freller, Linz
- 2009 Auserwählte Bilder in Galerie/Atelier Jan, Spittelberg Wien
- 2010 „Europa Nova“, Stadtmuseum Leonding, Turm 9
- 2011 zweimalige Teilnahme Wiener Privat Auktionen Bank Austria Kunstforum
- 2013 Galerie zet, Velka Bystrice/Olmütz, Poltrona Frau Flagshipstore/Wien 1. Bezirk
- 2015 Galerie 3KW St. Martin im Mühlkreis, Ringstraßen Galerien Wien Küchenstudio Warendorf (Grandhotel) – Küchengeschichten

## Auszeichnungen
- 1999 Kulturmedaille des Landes Oberösterreich

## Weiterführende Information
- Flyer 3KW
- Die wissenschaftlichen Einrichtungen der Stadt Linz. In: Jahrbuch des Oberösterreichischen Musealvereines. Band 129b, Linz 1984, S. 219 (Ankauf von „Zdenek Macku“, zobodat.at [PDF]).
- Auctions art
- Einladung
- Festprogramm Hommage